# 1091
Cette page concerne l'année 1091  du calendrier julien.
L'année 1091 est une année commune qui commence un mercredi.

## Événements
- Février :
  - Révolte du gouverneur de Chypre Rapsomatès contre l'empereur byzantin Alexis Ier Comnène. L'intervention du général Manuel Boutoumitès y met fin au printemps 1093[1].
  - Roger de Sicile achève la conquête de la Sicile avec la prise de Noto[2],[3] sur les Zirides.
- 2 février (Chandeleur) : Guillaume le Roux, roi d'Angleterre envahit la Normandie. Il fait la paix avec son frère Robert Courteheuse avant d'engager les combats. Réconciliés, le roi d'Angleterre et le duc de Normandie assiègent ensemble le Mont-Saint-Michel que défend leur frère Henri Beauclerc[4] ; celui-ci perd une partie du Cotentin et est contraint de s'exiler[5].
- 26 mars : les Almoravides entrent dans Cordoue[6].
- 28 mars : ouverture du concile de Bénévent par le pape Urbain II. Interdiction d'élire un évêque qui ne soit pas prêtre ou diacre. Institution du mercredi des Cendres pour tous[7].
- 11 avril : l'empereur Henri IV prend Mantoue à la comtesse Mathilde[8].
- 29 avril : Alexis Ier Comnène écrase les Petchenègues avec l'aide des Coumans à la bataille de la colline de Lebounion[9].
- 10 mai : Les Almoravides prennent Carmona. Ils commencent le siège de Séville[6].
- 28 juin : Pise obtient la souveraineté sur la Corse par une bulle du pape Urbain II[10].
- 18 juillet : traité de Caen entre Guillaume II d'Angleterre et son frère Robert II de Normandie qui se désignent héritiers l'un de l'autre. Les deux hommes conduisent une enquête concernant les prérogatives du duc en Normandie, telles qu'elles existaient du temps de Guillaume le Conquérant[11].
- Juillet : Venise obtient de nouveaux privilèges commerciaux dans l'empire byzantin[12].
- 14 août : le corps de Théodose est transféré dans la nouvelle abbatiale de Kiev où naît un culte local[13].
- 6 septembre : reddition de Séville. Al Mutamid Ibn Abbad est exilé au Maroc par les Almoravides[14].

- Au Maghreb, Al-Mansur ben al-Nasir transfère la capitale des Hammadides de Al Qal'a à Bougie pour fuir la menace des arabes hilaliens[15].
- Ladislas Ier de Hongrie conquiert la Croatie entre la Drave et la Save à la mort d'Étienne II de Croatie et place son neveu Almos sur le trône[16].
- Godred Crovan règne sur Dublin et le Leinster (fin en 1095)[17].
- Dernière révolte païenne en Russie (Rostov) attestée par les sources russes[18].